# Museu Cerralbo
El Museu Cerralbo està situat a Madrid, en l'antiga residència d'Enrique de Aguilera y Gamboa, XVII Marquès de Cerralbo, qui va promoure excavacions arqueològiques i va reunir una de les col·leccions d'art més importants d'Espanya de la seva època. Va morir el 1922 i la seva col·lecció va passar a l'Estat per Reial Ordre de 10 d'abril i 24 de setembre de 1924. Deu anys després es va constituir la Fundació Museu Cerralbo (O.M. de 22 de març de 1934).

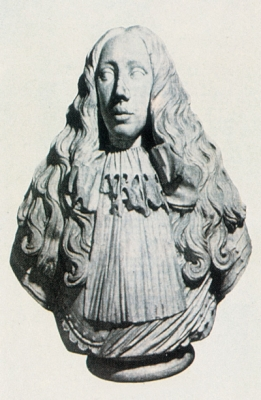

És un museu singular que manté gairebé intacta la seva ambientació d'època, amb una acumulació de mobles, antiguitats i pintures. De fet, el mateix edifici, d'influència italiana, es va projectar més com a museu que com a domicili, amb amplis salons per a les col·leccions més rellevants i espais més reduïts per a l'ús diari. Guarda similituds amb el Museu Lázaro Galdiano, tot i que les seves col·leccions de pintura no arriben al mateix nivell, ni per extensió ni per la nòmina d'autors; el marquès de Cerralbo tenia gustos més eclèctics i va dirigir part dels seus esforços a l'arqueologia.
Amb tot, destaquen una Verge de Zurbarán, Retrat d'Agostino Doria de Tintoretto, San Francisco d'El Greco, La conversió de Saulo de Juan Antonio Frías y Escalante, Santo Domingo en Soriano de Claudio Coello, una Pietat d'Alonso Cano (copiada de Van Dyck) i bodegons de Luis Meléndez. El museu alberga a més diverses escultures i col·leccions de porcellanes, armadures europees i orientals, numismàtica des de l'època grecoromana, etc.

## Actualitat
Entre l'estiu de 2006 i finals de 2010 va estar clausurat per obres de reforma. Va reobrir les seves portes el 14 de desembre de 2010.